# 奥尔塔湖
奥尔塔湖（義大利語：Lago d'Orta）也作奧塔湖，亦称库西奥湖（義大利語：Lago Cusio），位于意大利西北部皮埃蒙特大区境内，东隔莫塔罗内山与马焦雷湖相邻。湖泊长约13公里，宽约1.2公里，面积18平方公里。湖面海拔290米，最深深度143米。湖滨风景优美，是著名的旅游胜地。